# ホルムアルデヒド
ホルムアルデヒド（英: formaldehyde）は有機化合物の一種で、最も簡単なアルデヒド。酸化メチレンとも。IUPAC命名法で メタナール (methanal) と表される。本物質の水溶液はホルマリン。フェノール樹脂、メラミン樹脂、尿素樹脂などの原料としても広く用いられる。毒性が強く、建築基準法に制限値があるなど、規制対象でもある。

## 製法・性質
刺激臭を持つ無色の気体である。触媒存在下にメタノールを空気酸化して得られる。さらに酸化が進むとギ酸となる。またギ酸カルシウムを乾留しても得られる。
水などの極性溶媒に可溶で、37%以上の水溶液はホルマリンと呼ばれる。ホルムアルデヒド及びホルマリンを含むホルムアルデヒド水溶液は、毒物及び劇物取締法により医薬用外劇物に指定されている。簡単に重合し、無水のものはトリオキサン(CH2O)3、水溶液からはパラホルムアルデヒドHO(CH2O)nH を生ずる。
ホルマリンの2016年度日本国内生産量は98万6893トン、工業消費量は56万2782トンである。

## 生体
ホルムアルデヒドはアミノ酸や生体異物を代謝する際、内因的に生成され、ホルムアルデヒドに暴露されていない人でも、血液中ホルムアルデヒド濃度が2.61 ± 0.14 µg/g（ほぼ2.6ppm）との報告がある。

### 生成の例
- ジメチルグリシンデヒドロゲナーゼは、葉酸なしでの反応ではホルムアルデヒドを生成する[3]。
- 一炭素代謝(one carbon metabolism)と呼ばれる代謝回路で葉酸の酸化的分解によりホルムアルデヒドが生成されると2017年に研究結果が発表された[4][5][6][7]。とりわけ、5,10-メチレン-THF、THF、DHFが酸化的分解を受けやすいとしている。

### 防御機構
ホルムアルデヒドは有毒であり、生体防御機構が存在する。
DNA修復
ホルムアルデヒドによるDNA損傷を修復する機構がある。
解毒
生成したホルムアルデヒドは、グルタチオンと反応しHM-GSHとなり、酵素のADH5によりF-GSH、さらに別酵素のFGHによりギ酸となり、再び一炭素代謝の原料になると発表された。

## 人体への影響
人体へは、濃度によって粘膜への刺激性を中心とした急性毒性があり、蒸気は呼吸器系、目、喉などの炎症を引き起こす。皮膚や目などが水溶液に接触した場合は、激しい刺激を受け、炎症を生じる。ホルムアルデヒドはWHOの下部機関である国際がん研究機関によりグループ1の化学物質に指定され、発癌性があると警告されている。
いわゆる「シックハウス症候群」の原因物質のうちの一つとして知られる。建材、家具などから空気中に放出されることがあり、濃度によっては人体に悪影響を及ぼす。
なお、2009年国際がん研究機関のモノグラムでは、骨髄性白血病の原因物質として特定されている。2010年米国環境保護庁(EPA)統合リスク情報システム“Integrated Risk Information System”(IRIS) では白血病、ホジキンリンパ腫、上咽頭ガンのユニットリスク (Toxicological review of formaldehyde- inhalation assessment) が公表されており、年齢による感受性の違い(Age-Dependent Adjustment Factor, ADAF)を考慮したユニットリスクは 1.1 × 10-4µg-1m3（生涯 1µg/m3の環境下において1万人あたり1.1名がホルムアルデヒドを原因とするガンになるという確率）としている。このユニットリスクではホルムアルデヒドの日本の室内環境ガイドライン（100µg・m3：短期暴露）と比較して1,000倍厳しい数値となる。参考までに述べると、大気環境基準のベンゼンでは許容できる発ガンリスクとして10-5が運用されており、ホルムアルデヒドの10-4は10倍厳しい数値となる。なお、IRISによるユニットリスクでは年齢による感受性の違い（ADAF）を「成人と比較して2歳児未満の乳児に対して10倍、16歳未満の若年層には3倍のリスクがある」と結論付けている。また、ホルムアルデヒド暴露と小児喘息に関する複数の疫学研究を総合的に評価（Systematic Review）した結果、有意な関連性があると結論付けている。（例：暴露濃度＝100µg・m3の相対危険度（オッズ比）は非暴露郡に比べ4.8倍：McGwin et al., Environ. Health Pespect., 118,313（2010））2011年フランスでは、公共の保育所、学校等の指針値を現在の100µg・m3から2015年には30µg・m3（長期曝露も考慮）・2023年から10µg・m3（長期曝露も考慮）とする省令が施行されている。

## 用途
接着剤、塗料、防腐剤などの成分であり、安価なため建材に広く用いられている。エンバーミングにおいてもこの希釈液が用いられることが多い。
1948年10月30日から1990年11月22日まで農薬登録を受け、殺菌剤として稲のいもち病やジャガイモの黒あざ病防除に種子消毒の形で使用された。
ホルムアルデビドの水溶液はホルマリン水溶液として理科室の標本としておかれていることも多い。

## 食品
水道水にはホルムアルデヒドの水質基準値が存在する。また、食品衛生法でもホルムアルデヒドが規制されている。しかし、一部の魚類や椎茸（乾燥椎茸と一部の生鮮椎茸）など、（健康に影響の無い範囲であるものの）ホルムアルデヒドが含まれている天然食材が存在する。
ホルムアルデヒドは食品に殺菌等の目的で使われる事があるが（ただし規制されている）、2006年に台湾行政院衛生署が豆及び小麦粉等を原料とした中華食材に対し、特に過酸化水素及びホルムアルデヒドの使用について抜き取り検査を行ったところ、884サンプル中110サンプルの不合格のうち、22サンプルにホルムアルデヒドが検出された。
ペクチンを多く含む果実から作られた果実酒には、メタノールが含まれる。メタノールは体内でアルコール脱水素酵素で分解され、ホルムアルデヒドを生成する。

## 規制
労働安全衛生法の第2類特定化学物質に指定されている。
いわゆる「シックハウス症候群」の対策として、建築基準法によりホルムアルデヒドを放散する建築材料の使用制限が設けられている。建築材料には、放散量によって制限を受けない低放散量のF☆☆☆☆から内装への使用制限を受けるF☆☆までのランクがあり、ランク外の物は内装仕上げには使用できない。また、天井裏等にはF☆☆以下は使用できない。
居室内の気中濃度としてWHOや厚生労働省により 0.08 ppm の指針値が設けられている。しかし、現在のところ、性能規定や指針値を超えた場合の罰則等はない。
化粧品においては、DMDMヒダントインやイミダゾリジニル尿素を含んでるものは、医薬品医療機器等法及び同施行規則で「ホルムアルデヒドに過敏な方および乳幼児のご使用はおさけください。」と記載することが義務付けられている。

## 利根川水系の浄水場におけるホルムアルデヒド検出事故
2012年5月、利根川水系の浄水場で、水質基準値1リットルあたり0.08mgを上回る最大0.168mgのホルムアルデヒドが検出される事故が発生した。原因は、埼玉県の化学メーカーが委託した高崎市の産業廃棄物処理業者が利根川に処理水を廃棄した際に、廃液に含まれるヘキサメチレンテトラミン(HMT)が塩素と反応してホルムアルデヒドが生成されたと特定された（ホルムアルデヒドが直接流出したわけではない）。この産廃業者は化学メーカーから廃液65.91トンを受託し、中間処理をほどこしたうえで放流した。このうち廃液にはHMTが国の調査の0.6～4トン、埼玉県・群馬県・高崎市の調査で6トンが流入したと推計された。